# 史魚 (衛)
史 魚（し ぎょ、紀元前530年頃）は、春秋時代の衛の忠臣。名は鰌。

## 生涯
史魚は衛国の大夫であった。その当時、衛の霊公は賢人・蘧伯玉を用いず、弥子瑕を重職につけていた。史魚はしばしば公を諫めて聴かれず、死に臨んでその子に命じて曰く「吾生きて君を直す能わず、死して以て礼を成すなし、屍を牖（窓）下に置け」と。霊公は史魚の葬式に参列し怪しんでその理由を問い、史魚の遺言を知る。公は過ちを悟り、子瑕の代わりに伯玉を挙用したという。孔子は「直なる哉　史魚　既に死して猶屍を以て諫む」と賞賛した。